# John Lennon Silva Santos
John Lennon Silva Santos, conosciuto come John Lennon (Goiânia, 29 dicembre 1991), è un calciatore brasiliano, difensore dell'Avenida.

## Biografia
Il padre ha dichiarato di avere scelto di assegnargli tale nome in quanto fan dei Beatles, gruppo di cui faceva appunto parte il musicista.

## Carriera
Nel 2012 ha disputato 8 partite nella massima serie brasiliana con il Botafogo.